# Zdrojki (województwo mazowieckie)
Zdrojki – wieś w Polsce, położona w województwie mazowieckim, w powiecie żuromińskim, w gminie Lubowidz. Ma status sołectwa.
| SIMC    | Nazwa    | Rodzaj    |
| ------- | -------- | --------- |
| 0119037 | Chojnowo | część wsi |
| 0119043 | Piegowo  | część wsi |

W latach 1975–1998 miejscowość administracyjnie należała do województwa ciechanowskiego.
Dawniej wieś była podzielona administracyjnie na dwie części: Zdrojki Piegowo i Zdrojki Chojnowo. W 2006 roku podział usunięto i pozostawiono jedną nazwę Zdrojki.
Wierni Kościoła rzymskokatolickiego należą do parafii pw. św. Józefa w Syberii.